# Ajsám Kúreší
Ajsám Kúreší (paňdžábsky, urdsky: اعصام الحق قریشی, anglicky: Aisam-ul-Haq Qureshi, * 17. března 1980 Láhaur) je pákistánský profesionální tenista, deblový specialista. Na grandslamovém US Open 2010 si zahrál dvě finále, v mužské čtyřhře s Rohanem Bopannou a ve smíšené soutěži po boku Květy Peschkeové. Ve své dosavadní kariéře vyhrál na okruhu ATP Tour osmnáct deblových turnajů včetně Paris Masters 2011 a Miami Masters 2013. Na challengerech ATP a okruhu ITF získal šestnáct titulů ve dvouhře a čtyřicet šest ve čtyřhře.
Na žebříčku ATP byl ve dvouhře nejvýše klasifikován v prosinci 2007 na 125. místě a ve čtyřhře pak v červnu 2011 na 8. místě. Trénuje Jásir Chán. Dříve tuto roli plnili Robert Davis, Jalil Chán či Abid Ali Akbar.
V pákistánském daviscupovém týmu debutoval v roce 1998 láhaurským finálovým kolem  2. skupiny asijsko-oceánské zóny o postup proti Thajsku, v němž vyhrál úvodní dvouhru, následnou čtyřhru a prohrál druhý singl se Srichaphanem až 10–12 v páté sadě. Pákistánci postoupili do 1. skupiny po výhře 3:2 na zápasy. Do června 2023 v soutěži nastoupil ke čtyřiceti sedmi mezistátním utkáním s bilancí 40–22 ve dvouhře a 28–11 ve čtyřhře.
Z Islámských her solidarity 2005 v Mekce si odvezl tři zlaté medaile, ve dvouhře, čtyřhře i mixu. Na Jihoasijských hrách 2016 v Guváhátí vyhrál singlovou soutěž a skončil třetí ve smíšené čtyřhře.
V letech 2002 a 2010 jej Asociace tenisových profesionálů, vždy se spoluhráči, ocenila jako Humanitáře roku – Cenou Arthura Ashe za lidský čin, poprvé s Amirem Hadadem a podruhé s Rohanem Bopannou. Roku 2010 také obdržel ocenění „Champion of Peace“ (Mistra míru) od monackého Peace and Sport World Forum. Již v roce 2003 byl finalistou v nominaci na Cenu Anny Frankové za projev morální odvahy.

## Soukromý život a juniorská kariéra
Narodil se roku 1980 v paňdžábské metropoli Láhauru do rodiny podnikatele Ihtshama-ul-Haka a Nosheen Ihtshamové, která byla pákistánskou tenisovou jedničkou. Má bratra Zaina a sestru Šizu Hassanovou. V dětství se věnoval plavání a kriketu. S tenisem začal relativně pozdě, ve dvanácti letech. Jeho prvním trenérem se v Model Townu stal děd z matčiny strany Khawaja Iftikhar Ahmed, profesionální tenista Britské Indie a desetinásobný národní mistr.
Absolvoval Paňdžábskou univerzitu v rodném Láhauru. Během prvních vln koronavirové pandemie, probíhajících od roku 2020, poskytl tisíci pákistánských rodin v nouzi příděly potravinových a hygienických balení. Plynně hovoří paňdžábsky, urdsky a anglicky. Za preferovaný uvedl travnatý povrch a jako silný silný úder bekhendový volej.
V šestnácti letech obdržel dvouleté stipendium od Mezinárodní tenisové federace. Stal se juniorským šampionem Pákistánu a v juniorském tenise vyhrál mexický Casablanca Cup i LTA International Junior Championships 1998 v Roehamptonu, areálu wimbledonské kvalifikace, kde porazil Oliviera Rochuse, Andyho Rama a ve finále Taylora Denta. Na posledním juniorském turnaji, ósackém World Super Junior Championships, zdolal v říjnu 1998 Andyho Roddicka, než jej v semifinále vyřadil Ladislav Chramosta. Na singlovém juniorském žebříčku ITF figuroval nejvýše v prosinci 1998 na 11. místě.

## Finále na Grand Slamu

### Mužská čtyřhra: 1 (0–1)
| Stav      | rok  | turnaj  | povrch | spoluhráč     | soupeři ve finále    | výsledek           |
| --------- | ---- | ------- | ------ | ------------- | -------------------- | ------------------ |
| Finalista | 2010 | US Open | tvrdý  | Rohan Bopanna | Bob Bryan Mike Bryan | 6–7(5–7), 6–7(4–7) |

### Smíšená čtyřhra: 1 (0–1)
| Stav      | rok  | turnaj  | povrch | spoluhráč        | soupeři ve finále         | výsledek |
| --------- | ---- | ------- | ------ | ---------------- | ------------------------- | -------- |
| Finalista | 2010 | US Open | tvrdý  | Květa Peschkeová | Liezel Huberová Bob Bryan | 4–6, 4–6 |

## Finále na okruhu ATP Tour

### Čtyřhra: 42 (18–24)
| Legenda (před / od 2009)                           |
| -------------------------------------------------- |
| Grand Slam (0–1)                                   |
| Turnaj mistrů (0)                                  |
| ATP Masters Series / ATP Tour Masters 1000 (2–1)   |
| ATP International Series Gold / ATP Tour 500 (2–3) |
| ATP International Series / ATP Tour 250 (14–19)    |

| Finále dle povrchu |
| ------------------ |
| Tvrdý (10–14)      |
| Antuka (3–9)       |
| Tráva (5–1)        |

| Stav      | č.  | datum              | turnaj                              | povrch    | spoluhráč           | soupeři ve finále                    | výsledek              |
| --------- | --- | ------------------ | ----------------------------------- | --------- | ------------------- | ------------------------------------ | --------------------- |
| Finalista | 1.  | 24. září 2007      | Bombaj, Indie                       | tvrdý     | Rohan Bopanna       | Robert Lindstedt Jarkko Nieminen     | 6–7(3–7), 6–7(5–7)    |
| Finalista | 2.  | 13. července 2008  | Newport, Spojené státy              | tráva     | Rohan Bopanna       | Mardy Fish John Isner                | 4–6, 6–7(1–7)         |
| Vítěz     | 1.  | 7. února 2010      | Johannesburg, Jihoafrická republika | tvrdý     | Rohan Bopanna       | Karol Beck Harel Levy                | 2–6, 6–3, [10–5]      |
| Finalista | 3.  | 11. dubna 2010     | Casablanca, Maroko                  | antuka    | Rohan Bopanna       | Robert Lindstedt Horia Tecău         | 2–6, 6–3, [7–10]      |
| Finalista | 4.  | 22. května 2010    | Nice, Francie                       | antuka    | Rohan Bopanna       | Marcelo Melo Bruno Soares            | 6–1, 3–6, [5–10]      |
| Finalista | 5.  | 28. srpna 2010     | New Haven, Spojené státy            | tvrdý     | Rohan Bopanna       | Robert Lindstedt Horia Tecău         | 4–6, 5–7              |
| Finalista | 6.  | 11. září 2010      | US Open, New York, Spojené státy    | tvrdý     | Rohan Bopanna       | Bob Bryan Mike Bryan                 | 6–7, 6–7              |
| Finalista | 7.  | 28. září 2010      | Petrohrad, Rusko                    | tvrdý (h) | Rohan Bopanna       | Daniele Bracciali Potito Starace     | 6–7, 6–7              |
| Vítěz     | 2.  | 12. června 2011    | Halle, Německo                      | tráva     | Rohan Bopanna       | Robin Haase Milos Raonic             | 7–6(8), 3–6, [11–9]   |
| Vítěz     | 3.  | říjen 2011         | Bangkok, Thajsko                    | tvrdý (h) | Oliver Marach       | Michael Kohlmann Alexander Waske     | 7–6(7–4), 7–6(7–5)    |
| Vítěz     | 4.  | 23. října 2011     | Stockholm, Švédsko                  | tvrdý (h) | Rohan Bopanna       | Marcelo Melo Bruno Soares            | 6–1, 6–3              |
| Vítěz     | 5.  | 13. listopadu 2011 | Paříž, Francie                      | tvrdý (h) | Rohan Bopanna       | Julien Benneteau Nicolas Mahut       | 6–2, 6–4              |
| Vítěz     | 6.  | květen 2012        | Estoril, Portugalsko                | antuka    | Jean-Julien Rojer   | Julian Knowle David Marrero          | 7–5, 7–5              |
| Vítěz     | 7.  | červen 2012        | Halle, Německo (2)                  | tráva     | Jean-Julien Rojer   | Treat Conrad Huey Scott Lipsky       | 6–3, 6–4              |
| Finalista | 8.  | listopad 2012      | Paříž, Francie                      | tvrdý (h) | Jean-Julien Rojer   | Maheš Bhúpatí Rohan Bopanna          | 6–7(6–8), 3–6         |
| Finalista | 9.  | únor 2013          | Marseille, Francie                  | tvrdý (h) | Jean-Julien Rojer   | Rohan Bopanna Colin Fleming          | 4–6, 6–7(3–7)         |
| Vítěz     | 8.  | březen 2013        | Miami, Spojené státy                | tvrdý     | Jean-Julien Rojer   | Mariusz Fyrstenberg Marcin Matkowski | 6–4, 6–1              |
| Finalista | 10. | květen 2013        | Estoril, Portugalsko                | antuka    | Jean-Julien Rojer   | Santiago González Scott Lipsky       | 3–6, 6–4, [7–10]      |
| Vítěz     | 9.  | říjen 2013         | Stockholm, Švédsko (2)              | tvrdý (h) | Jean-Julien Rojer   | Jonas Björkman Robert Lindstedt      | 6–2, 6–2              |
| Finalista | 11. | leden 2014         | Sydney, Austrálie                   | tvrdý     | Rohan Bopanna       | Daniel Nestor Nenad Zimonjić         | 6–7(3–7), 6–7(3–7)    |
| Vítěz     | 10. | březen 2014        | Dubaj, Spojené arabské emiráty      | tvrdý     | Rohan Bopanna       | Daniel Nestor Nenad Zimonjić         | 6–4, 6–3              |
| Finalista | 12. | květen 2014        | Nice, Francie                       | antuka    | Rohan Bopanna       | Martin Kližan Philipp Oswald         | 2–6, 0–6              |
| Finalista | 13. | únor 2015          | Dubaj, Spojené arabské emiráty      | tvrdý     | Nenad Zimonjić      | Rohan Bopanna Daniel Nestor          | 4–6, 1–6              |
| Vítěz     | 11. | červenec 2015      | Newport, Spojené státy              | tráva     | Jonathan Marray     | Nicholas Monroe Mate Pavić           | 4–6, 6–3, [10–8]      |
| Finalista | 14. | srpen 2015         | Gstaad, Švýcarsko                   | antuka    | Oliver Marach       | Aleksandr Buryj Denis Istomin        | 6–3, 2–6, [5–10]      |
| Finalista | 15. | duben 2016         | Marrákéš, Maroko                    | antuka    | Marin Draganja      | Guillermo Durán Máximo González      | 2–6, 6–3, [6–10]      |
| Finalista | 16. | červenec 2016      | Hamburk, Německo                    | antuka    | Daniel Nestor       | Henri Kontinen John Peers            | 5–7, 3–6              |
| Vítěz     | 12. | leden 2017         | Auckland, Nový Zéland               | tvrdý     | Marcin Matkowski    | Jonatan Erlich Scott Lipsky          | 1–6, 6–2, [10–3]      |
| Vítěz     | 13. | duben 2017         | Barcelona, Španělsko                | antuka    | Florin Mergea       | Philipp Petzschner Alexander Peya    | 6–4, 6–3              |
| Vítěz     | 14. | červen 2017        | Antalya, Turecko                    | tráva     | Robert Lindstedt    | Oliver Marach Mate Pavić             | 7–5, 4–1skreč         |
| Vítěz     | 15. | červenec 2017      | Newport, Spojené státy (2)          | tráva     | Rajeev Ram          | Matt Reid John-Patrick Smith         | 6–4, 4–6, [10–7]      |
| Vítěz     | 16. | říjen 2017         | Čcheng-tu, Čína                     | tvrdý     | Jonatan Erlich      | Marcus Daniell Marcelo Demoliner     | 6–3, 7–6(7–3)         |
| Finalista | 17. | říjen 2017         | Stockholm, Švédsko                  | tvrdý (h) | Jean-Julien Rojer   | Oliver Marach Mate Pavić             | 6–3, 6–7(6–8), [4–10] |
| Finalista | 18. | duben 2018         | Barcelona, Španělsko                | antuka    | Jean-Julien Rojer   | Feliciano López Marc López           | 6–7(5–7), 4–6         |
| Finalista | 19. | únor 2019          | New York, Spojené státy             | tvrdý (h) | Santiago González   | Kevin Krawietz Andreas Mies          | 4–6, 5–7              |
| Vítěz     | 17. | duben 2019         | Houston, Spojené státy              | antuka    | Santiago González   | Ken Skupski Neal Skupski             | 3–6, 6–4, [10–6]      |
| Finalista | 20. | únor 2020          | Montpellier, Francie                | tvrdý (h) | Dominic Inglot      | Nikola Ćaćić Mate Pavić              | 4–6, 7–6(7–4), [4–10] |
| Vítěz     | 18. | únor 2020          | New York, Spojené státy             | tvrdý (h) | Dominic Inglot      | Steve Johnson Reilly Opelka          | 7–6(7–5), 7–6(8–6)    |
| Finalista | 21. | květen 2021        | Parma, Itálie                       | antuka    | Oliver Marach       | Simone Bolelli Máximo González       | 3–6, 3–6              |
| Finalista | 22. | listopad 2021      | Stockholm, Švédsko                  | tvrdý (h) | Jean-Julien Rojer   | Santiago González Andrés Molteni     | 2–6, 2–6              |
| Finalista | 23. | leden 2022         | Melbourne, Austrálie                | tvrdý     | Oleksandr Nedověsov | Wesley Koolhof Neal Skupski          | 4–6, 4–6              |
| Finalista | 24. | únor 2022          | Delray Beach, Spojené státy         | tvrdý     | Oleksandr Nedověsov | Marcelo Arévalo Jean-Julien Rojer    | 2–6, 7–6(7–5), [4–10] |

## Tituly na challengerech ATP
| Legenda                 |
| ----------------------- |
| Challengery (1 D; 19 Č) |

### Dvouhra (1 titul)
| Č. | datum            | turnaj            | povrch | poražený finalista | výsledek |
| -- | ---------------- | ----------------- | ------ | ------------------ | -------- |
| 1. | 1. prosince 2007 | Nové Dillí, Indie | tvrdý  | An Čae-sung        | 7–5, 6–4 |

### Čtyřhra (29 titulů)
| Č.  | datum              | turnaj                     | povrch      | spoluhráč           | poražení finalisté                    | výsledek                   |
| --- | ------------------ | -------------------------- | ----------- | ------------------- | ------------------------------------- | -------------------------- |
| 1.  | 5. srpna 2000      | Wrexham, Velká Británie    | tvrdý       | Daniele Bracciali   | Miles Maclagan Andrew Richardson      | 6–4, 6–2                   |
| 2.  | 10. prosince 2000  | Praha, Česko               | tvrdý (h)   | Kristian Pless      | Ivo Heuberger Ville Liukko            | 6–4, 6–4                   |
| 3.  | 7. října 2001      | Buchara, Uzbekistán        | tvrdý       | Rogier Wassen       | Alexej Kedrjuk Alexandr Švec          | 6–2, 6–4                   |
| 4.  | 9. prosince 2001   | Bangkok, Thajsko           | tvrdý       | Jaroslav Levinský   | Jaymon Crabb Peter Luczak             | 6–3, 6–7(7–5), 7–6(7–5)    |
| 5.  | 14. července 2002  | Bristol, Velká Británie    | tráva       | Dejan Petrović      | Daniele Bracciali Gianluca Pozzi      | 6–3, 6–2                   |
| 6.  | 21. července 2002  | Manchester, Velká Británie | tráva       | Karol Beck          | John Hui Anthony Ross                 | 6–3, 7–6(7–2)              |
| 7.  | 28. července 2002  | Hilversum, Nizozemsko      | antuka      | Stefano Pescosolido | John Hui Anthony Ross                 | 7–6(7–4), 6–0              |
| 8.  | 17. května 2003    | Fergana, Uzbekistán        | tvrdý       | Justin Bower        | Alexej Kedrjuk Orest Tereščuk         | 3–6, 7–6(7–0), 6–4         |
| 9.  | 3. srpna 2003      | Denver, Spojené státy      | tvrdý       | Rohan Bopanna       | Josh Goffi Jason Marshall             | 4–6, 6–3, 6–4              |
| 10. | 4. dubna 2004      | Salinas, Ekvádor           | tvrdý       | Federico Browne     | José de Armas Eric Núñez              | 6–3, 6–3                   |
| 11. | 26. června 2004    | Andorra la Vella, Andorra  | tvrdý       | Gilles Müller       | Santiago González Alejandro Hernández | 6–3, 7–5                   |
| 12. | 14. srpna 2005     | Pamplona, Španělsko        | tvrdý       | Lovro Zovko         | James Auckland Daniel Kiernan         | 2–6, 6–3, 6–4              |
| 13. | 22. července 2007  | Manchester, Velká Británie | tráva       | Rohan Bopanna       | Jesse Huta Galung Michael Ryderstedt  | 4–6, 6–3, [10–5]           |
| 14. | 28. července 2007  | Nottingham, Velká Británie | tráva       | Rohan Bopanna       | Mustafa Ghouse Joshua Goodall         | 6–3, 7–6(7–5)              |
| 15. | 5. srpna 2007      | Segovia, Španělsko         | tvrdý       | Rohan Bopanna       | Michel Kratochvil Gilles Müller       | 7–6(10–8), 6–3             |
| 16. | 19. srpna 2007     | Bronx, Spojené státy       | tvrdý       | Rohan Bopanna       | Alberto Francis Phillip King          | 6–3, 2–6, [10–5]           |
| 17. | 27. října 2007     | Barnstaple, Velká Británie | tvrdý (h)   | Frederik Nielsen    | Jasper Smit Martijn van Haasteren     | 6–2, 6–7(4–7), [10–2]      |
| 18. | 6. července 2008   | Dublin, Irsko              | koberec (h) | Prakaš Amritráž     | Jonathan Marray Frederik Nielsen      | 6–3, 7–6(8–6)              |
| 19. | 3. srpna 2008      | Belo Horizonte, Brazílie   | tvrdý       | Santiago González   | Daniel Silva Caio Zampieri            | 6–3, 7–6(7–3)              |
| 20. | 30. listopadu 2008 | Tojota, Japonsko           | tvrdý (h)   | Frederik Nielsen    | Tchi Čchen Grzegorz Panfil            | 7–5, 6–3                   |
| 21. | 15. března 2009    | Kjóto, Japonsko            | koberec (h) | Martin Slanar       | Tacuma Itó Takao Suzuki               | 6–7(7–9), 7–6(7–3), [10–6] |
| 22. | 29. března 2009    | Nakhon Ratčasima, Thajsko  | tvrdý       | Rohan Bopanna       | Sančai Ratiwatana Sončat Ratiwatana   | 6–3, 6–7(7–5), [10–5]      |
| 23. | 15. listopadu 2009 | Cáchy, Německo             | koberec (h) | Rohan Bopanna       | Philipp Marx Igor Zelenay             | 6–4, 7–6(8–6)              |
| 24. | 29. listopadu 2009 | Helsinky, Finsko           | tvrdý (h)   | Rohan Bopanna       | Henri Kontinen Jarkko Nieminen        | 6–2, 7–6(9–7)              |
| 25. | květen 2015        | Aix-en-Provence, Francie   | antuka      | Robin Haase         | Nicholas Monroe Artem Sitak           | 6–1, 6–2                   |
| 26. | březen 2016        | Irving, Spojené státy      | tvrdý       | Nicholas Monroe     | Chris Guccione André Sá               | 6–2, 5–7, [10–4]           |
| 27. | červen 2017        | Surbiton, Velká Británie   | tráva       | Marcus Daniell      | Treat Conrad Huey Denis Kudla         | 6–3, 7–6(7–0)              |
| 28. | červen 2019        | Nottingham, Velká Británie | tráva       | Santiago González   | Kung Mao-sin Čang Ce                  | 4–6, 7–6(7–5), [10–5]      |
| 29. | červen 2019        | Ilkley, Velká Británie     | tráva       | Santiago González   | Marcus Daniell Leander Paes           | 6–3, 6–4                   |

## Postavení na konečném žebříčku ATP

### Dvouhra
| Rok    | 1998 | 1999   | 2000   | 2001   | 2002   | 2003   | 2004   | 2005   | 2006   | 2007   | 2008   | 2009   | 2010 | 2011 | 2012 | 2013 | 2014 | 2015  | 2016–2022 |
| Pořadí | 776. | ▲ 367. | ▲ 261. | ▲ 251. | ▼ 265. | ▼ 493. | ▲ 199. | ▼ 450. | ▲ 417. | ▲ 148. | ▼ 221. | ▼ 636. | —    | —    | —    | —    | —    | 1199. | —         |

### Čtyřhra
| Rok    | 1998  | 1999   | 2000   | 2001   | 2002   | 2003   | 2004   | 2005   | 2006   | 2007   | 2008  | 2009  | 2010  | 2011 | 2012  | 2013  | 2014  | 2015  | 2016  | 2017  | 2018  | 2019  | 2020  | 2021  | 2022  |
| Pořadí | 1000. | ▲ 365. | ▲ 211. | ▲ 170. | ▲ 102. | ▼ 187. | ▲ 136. | ▼ 168. | ▼ 365. | ▲ 100. | ▲ 85. | ▲ 59. | ▲ 18. | ▲ 9. | ▼ 14. | ▼ 15. | ▼ 34. | ▼ 37. | ▼ 40. | ▲ 31. | ▼ 47. | ▼ 52. | ▲ 50. | ▬ 50. | ▼ 64. |